# Microdorvillea phuketensis
Microdorvillea phuketensis är en ringmaskart som beskrevs av Westheide 1992. Microdorvillea phuketensis ingår i släktet Microdorvillea och familjen Dorvilleidae. Inga underarter finns listade i Catalogue of Life.